# Javier Rivas Escamilla
Javier Rivas Escamilla (Madrid, 1965) és un esportista, informàtic i polític català, diputat al Parlament de Catalunya en l'onzena i desena legislatures.

## Biografia
Des de petit viu a la vall d'Aran. Ha treballat en els àmbits de l'esquí alpí i en la informàtica. En el primer ha estat esquiador de la Selecció Espanyola d'Esquí Alpí i ha estat entrenador de les seleccions d'esquí d'Espanya i d'Andorra. Darrerament ha estat consultor d'estacions d'esquí i desenvolupador de software.
Ha estat elegit diputat de Ciutadans - Partit de la Ciutadania a les eleccions al Parlament de Catalunya de 2015 per la circumscripció de Lleida. També fou escollit regidor de Vielha e Mijaran pel mateix partit a les eleccions municipals de 2015.
A les eleccions al Parlament de Catalunya de 2017 fou elegit diputat per Ciutadans, sent la llista més votada.

## Obres
- 1 del 1 del 2001, el esquí en el futuro (1985) amb dibuixos de Javier Navarro.
- 10 conceptos para aprender a aprender con el esquí nórdico : habilidades básicas de clásico y patinador : ¡esquía! : el aprendizaje asistido[Enllaç no actiu] (2014)